# Heineken Jammin' Festival

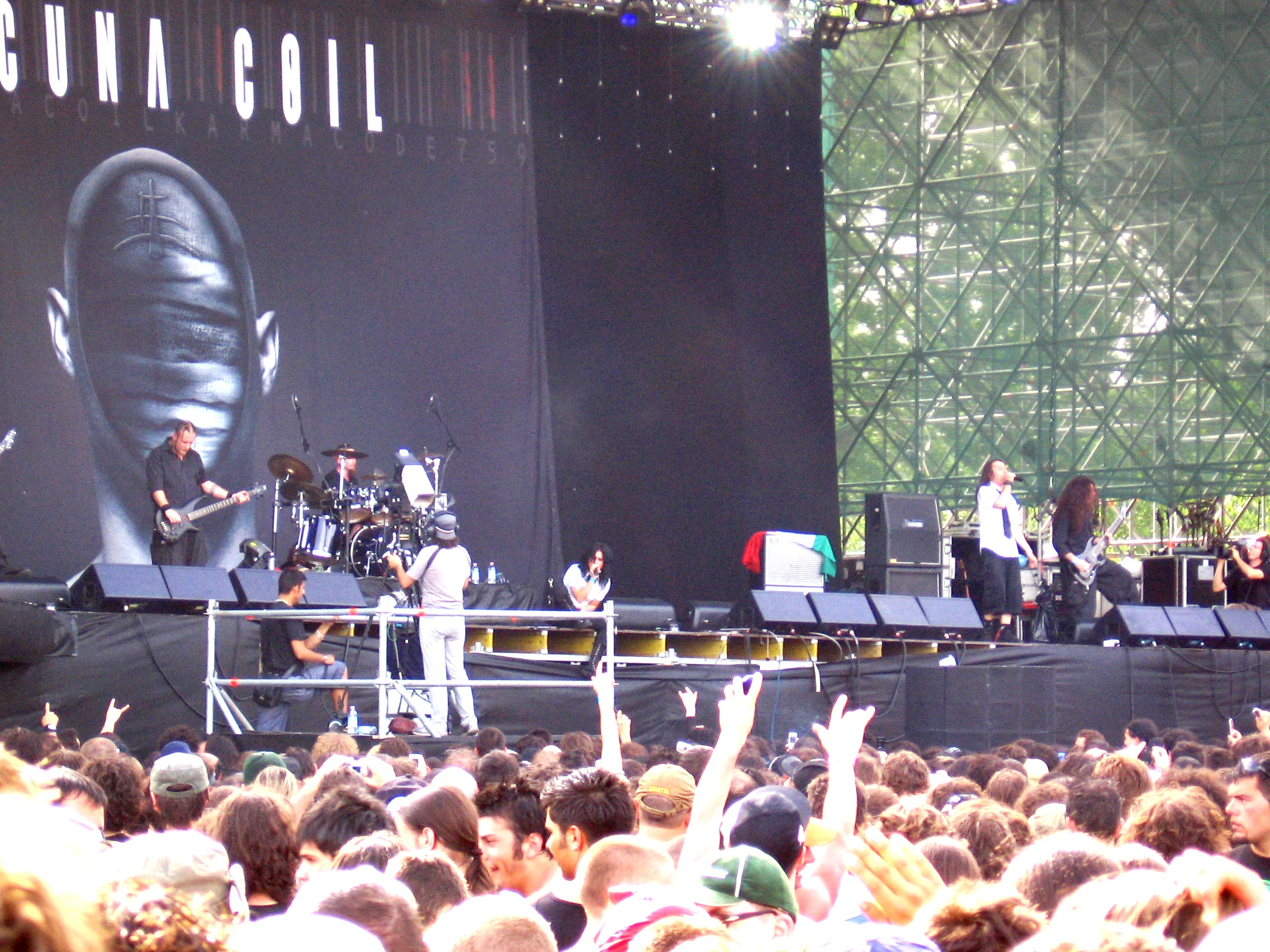
I Lacuna Coil all'Heineken Jammin' Festival 2006

L'Heineken Jammin' Festival è stato uno dei principali festival musicali italiani ed europei ideato da Roberto De Luca in collaborazione con Heineken Italia e con la partecipazione esterna di Marco Balich. Il concerto era diviso in due o tre giornate, generalmente di metà giugno, e fino al 2006 si è svolto all'Autodromo Enzo e Dino Ferrari di Imola. Dal 2007 al 2011 si è tenuto a Venezia al Parco San Giuliano. L'ultima edizione si è svolta nel 2012 alla Fiera di Rho.

## Storia

### 1998
La prima edizione del concerto si tenne il 20 e 21 giugno 1998 a Imola (BO). L'headliner della prima serata fu Vasco Rossi (da cui registrò l'album live Rewind), capace di radunare, insieme ai Babyra Soul, ai Catherine Wheel, Anouk, agli Ash e ai The Jesus and Mary Chain, ben 120.000 fan. Evento principale della seconda serata furono i Kula Shaker che sostituirono i The Verve, non presentatisi per l'inaspettato scioglimento del gruppo. Gli altri ospiti furono i Bluvertigo, Elisa, Tori Amos, Natalie Imbruglia e Ben Harper.

### 1999
Il festival passò per la prima volta da due a tre giorni (ciò avverrà anche nel 2000). La pioggia incessante e battente che affligge il circuito non riesce a rovinare lo spettacolo offerto, il primo giorno, dai Subsonica, da Max Gazzè, da Carmen Consoli, da Elio e le Storie Tese e dalle star Robbie Williams e Zucchero Fornaciari. Il giorno dopo suonarono sul palco i Garbage, gli attesissimi Skunk Anansie, i Goo Goo Dolls, i Bush, i Negrita, gli Stereophonics e gli Underworld. Il terzo giorno furono ospiti Marilyn Manson, i Verdena, i Bluvertigo, i Placebo, Hole e i Blur. La manifestazione radunò un complessivo di centodiecimila persone.

### 2000
Il concerto si aprì con Rage Against the Machine, Muse, Punkreas, Guano Apes e Primal Scream. Sabato suonarono Piero Pelù, Eurythmics, Prozac+, Eagle Eye Cherry, Pia Tuccitto, Morcheeba, Chemical Brothers. L'ultimo giorno furono ospiti HIM, seguiti da Gomez, Subsonica, Kelis, Elisa, Alanis Morissette, Counting Crows e gli attesissimi Oasis, ma senza Noel Gallagher.

### 2001
Nel 2001 si ritornò alla formula dei due giorni (16 e 17 giugno). Ospiti della prima serata furono Vasco Rossi, i Lifehouse, i Feeder, i Timoria, gli Stereophonics, Irene Grandi, Alanis Morissette e Marlene Kuntz che radunarono 150mila fan. La seconda sera si esibirono i C.O.D, i Linea 77, gli Apocalyptica, i Queens of the Stone Age, gli Incubus, i Placebo e i The Offspring (il main act della seconda serata sarebbero dovuti essere i nuovi Guns N' Roses, ma poche settimane prima dell'evento fu diffusa la notizia del loro forfait).

### 2002
La quinta edizione ha avuto i Red Hot Chili Peppers come special guest nella prima serata, seguiti dalla discoteca dei Chemical Brothers fino a tardi. Dalle 14 invece vari gruppi si sono susseguiti sul palco: File, gli Zen, Kane, i Sneaker Pimps, i Meganoidi, gli Afterhours, i Lostprophets e Muse. La domenica furono invece ospiti i Rumorerosa, i Malfunk, i Cousteau, Maná, gli Articolo 31, i Subsonica, i Garbage, mentre il main act della serata è stato Carlos Santana e la sua band, con i Planet Funk a chiudere l'edizione in notturna.

### 2003
Nel 2003 si tornò alla formula dei tre giorni. Gli headliner del primo giorno furono i Metallica, entrati sul palco preceduti dai Karnea, dagli Extrema, dai Punkreas in sostituzione dei Limp Bizkit, dai Flint, dai Placebo e dagli Stone Sour. Il sabato gli headliner furono i Bon Jovi, con Feeder, The Music, i Live Lie, Dave Gahan a scandire la giornata, e Tricky a chiuderla. Ancora nel segno del metal fu l'ultima sera: ospiti i Domine, i Vision Divine, Lacuna Coil, Murderdolls, Cradle of Filth e soprattutto gli Iron Maiden, che radunarono circa 45.000 fan.

### 2004
Anche nel 2004 ci furono tre giorni di rock, tra il 18 e il 20 giugno. Il primo giorno con Circoloco, Massive Attack, Timo Maas e Fatboy Slim. Il sabato suonarono Delta V, The Calling, Starsailor, PJ Harvey, Pixies, Ben Harper e The Cure. L'edizione si chiuse la domenica con Caparezza, Articolo 31, Nelly Furtado, Mary J. Blige e Lenny Kravitz.

### 2005
Di nuovo il concerto si divise in tre giorni. Il 10 giugno si esibirono Vasco Rossi, Pia Tuccitto, Velvet, Simone, le Vibrazioni, Papa Roach (che non poterono esibirsi poiché ufficialmente rimasti bloccati nel traffico autostradale, ma più probabilmente per evitare il lancio di oggetti di ogni tipo che era capitato a le Vibrazioni da parte dei fan di Vasco). Sabato 11 giugno suonarono i Melon Rouge, i Succo Marcio, Miura, I Am Kloot, Garbage, Green Day e R.E.M.. Domenica fu nel segno degli Oasis, dei Negramaro, Super Elastic Bubble Plastic, Mercury Rev, Billy Idol e dei Velvet Revolver.

### 2006
Nel 2006 si ritorna alla formula dei due giorni. Venerdì 16 giugno furono ospiti Kill The Young, Finley, Goldfrapp, Hard-FI, Morrissey, Negramaro e i Depeche Mode. Sabato fu il turno del rock e in particolare degli Amphitrium, dei Trivium, dei Living Things, dei Lacuna Coil, degli Avenged Sevenfold, dei The Darkness e dei Metallica. Prima dell'esibizione dei Metallica è stata mostrata in diretta sui maxi-schermi la partita Italia-USA dei Mondiali di calcio.

### 2007
Per i 10 anni della manifestazione erano previste 4 giornate, con la location spostata dall'Autodromo di Imola al Parco San Giuliano di Mestre. A causa di una tromba d'aria avvenuta nel pomeriggio del venerdì, gran parte del festival fu annullato (le restanti esibizioni di venerdì e l'intero cartellone di sabato e domenica). Le giornate furono divise in modo da avere una netta distinzione: il primo giorno toccò al Metal, con gli attesissimi Iron Maiden, i due giorni seguenti al rock e l'ultimo giorno al pop italiano. Ecco i gruppi che erano previsti:
| Giovedì                                                                        | Venerdì                                                                                      | Sabato                                                                                         | Domenica                                                                                    |
| Primo palco                                                                    | Primo palco                                                                                  | Primo palco                                                                                    | Primo palco                                                                                 |
| ------------------------------------------------------------------------------ | -------------------------------------------------------------------------------------------- | ---------------------------------------------------------------------------------------------- | ------------------------------------------------------------------------------------------- |
| Iron Maiden Slayer Stone Sour Domine Mastodon Lauren Harris Idols are Dead     | Pearl Jam Linkin Park The Killers My Chemical Romance Le Mani Trikobalto Captain Mantell     | Aerosmith Smashing Pumpkins Incubus Juliette and the Licks Matmata Malfunk Cherrysand          | Vasco Rossi J-Ax Fabrizio Moro Omar Pedrini Ubik Pia Tuccitto Home                          |
| Secondo palco                                                                  |                                                                                              |                                                                                                |                                                                                             |
| Extrema Cadaveric Crematorium Chupacabras Fire Trails Looking 4 a Name Eclipse | Casino Royale Miss Fraulein Jon Spencer Blues Explosion Ritmo Tribale The Banshee Farmer Sea | Finley Rezophonic Betty Ford Center Volcanoman Grandi Animali Marini Missincat The Transisters | Giuliano Palma & the Bluebeaters Oink! Fumisterie Hormonauts Innerlogics Kutso Tribuna Ludu |

La zona del festival venne colpita da un downburst, fenomeno simile ad una tromba d'aria ma di minore intensità e durata, nel pomeriggio del 15 giugno, tra l'esibizione di Le Mani e quella dei My Chemical Romance. Otto torrette dell'illuminazione e degli amplificatori crollarono a terra ferendo 30 persone. I danni causati agli impianti e al palco costrinsero gli organizzatori a cancellare la restante parte del festival..

### 2008
Per l'edizione del 2008 si torna alla formula dei tre giorni, rispettivamente il 20, 21 e 22 giugno ancora al Parco San Giuliano di Mestre. Furono annunciati gli attesissimi Headliners: Vasco Rossi, alla sua quarta partecipazione al Festival, escludendo quella cancellata dell'anno precedente, The Police, nell'unica data italiana del 2008 e in una delle loro ultime esibizioni dal vivo, i Sex Pistols, riunitisi per un tour celebrativo dell'anniversario del loro unico album studio, e i Linkin Park. Altri nomi annunciati sono quelli dei Queens of the Stone Age, Stereophonics, Counting Crows, Iggy & the Stooges, Alanis Morissette, L'Aura, Yngwie J. Malmsteen, Marydolls e Paramore, i quali avrebbero dovuto esibirsi, come anche Chris Cornell, ma che poi furono cancellati all'ultimo minuto. Prima dell'esibizione dei Police è stata mostrata in diretta sui maxi-schermi la partita Italia-Spagna degli Europei di Calcio.

### 2009
L'edizione del 2009 prevista sempre al Parco San Giuliano di Mestre inizialmente per metà giugno, poi per metà luglio, infine non si è tenuta. Molteplici le motivazioni addotte dagli organizzatori, che lasciarono comunque di stucco gli innumerevoli fan storici della manifestazione.

### 2010
L'edizione del 2010 si è svolta al Parco San Giuliano di Mestre, dal 3 al 6 luglio. Ancora una volta il maltempo è stato protagonista dell'evento: un nubifragio il 4 luglio costringe i promotori a cancellare il concerto degli Headliner Green Day a causa delle condizioni meteo. Il cartellone dell'edizione era il seguente:
3 luglio
- Le Carte
- Plan de Fuga
- La Fame di Camilla
- Stereophonics
- The Cranberries
- Aerosmith

4 luglio
- The Bastard Sons of Dioniso
- Editors
- Rise Against
- Thirty Seconds to Mars
- Green Day (cancellati causa maltempo)

5 luglio
- Ivan Heart

- Cypress Hill
- Airys
- N.E.R.D
- Club Dogo
- Black Eyed Peas
- Massive Attack (late night show)

6 luglio
- Plastic Made Sofa
- Gomez
- Gossip
- Skunk Anansie
- Ben Harper & The Relentless 7
- Pearl Jam

### 2011
Si è tenuto al Parco San Giuliano di Mestre dal 9 all'11 giugno con il seguente programma:
9 giugno
- Coldplay (main event)
- Cesare Cremonini
- Beady Eye
- We Are Scientists
- Echo & the Bunnymen

10 giugno
- Negramaro
- Fabri Fibra
- Interpol
- Verdena
- Elbow
- The Charlestones

11 giugno
- Vasco Rossi[6]
- Noemi[6]
- All Time Low
- The Pretty Reckless
- Quartiere Coffee[7]

### 2012
Si è tenuto alla Fiera di Rho dal 5 al 7 luglio col seguente programma:
5 luglio
- Red Hot Chili Peppers
- Noel Gallagher's High Flying Birds
- Pitbull
- Enter Shikari

6 luglio
- Gorillaz Sound System (late night show)
- The Prodigy
- Chase & Status
- Evanescence
- Lostprophets
- Seether

7 luglio
- The Cure
- New Order
- Crystal Castles
- The Parlotones
- Il Cile

### La cancellazione del 2013 e la fine del festival
L'edizione 2013 fu cancellata sia per problemi logistici (la nuova location del 2012 non aveva infatti soddisfatto gli organizzatori) che economici e infine per la difficoltà nel mettere assieme una line-up adeguata all'evento. Anche l'edizione 2014 non ebbe luogo, mettendo di fatto fine alla storia del festival, andato in scena per ben 14 edizioni.

## La polemica
Alcune associazioni ambientaliste/animaliste locali e non (ENPA, LIPU, Lega Anti Vivisezione, WWF, ecc.), hanno protestato contro la scelta dell'Amministrazione comunale di Venezia di mettere a disposizione il Parco di San Giuliano a Mestre per le grandi manifestazioni musicali come l'Heineken Jammin' Festival.
Viene, infatti, fatta presente la vicinanza del canile della città e del disturbo che provocherebbero quattro giorni ininterrotti di musica assordante agli ospiti dello stesso, di cui alcuni vecchi e/o malati che difficilmente sopporterebbero questo tipo di stress.
Inoltre, la zona confina con un'area S.I.C. (Sito di Importanza Comunitaria) e Z.P.S. (Zona a Protezione Speciale) protetta dalla comunità europea, in cui molte specie faunistiche protette si sono stabilite, per di più essendo stanziate anche nel parco stesso.
Va comunque precisato che il Parco San Giuliano non è un parco naturale in senso stretto, ma un'area precedentemente utilizzata come discarica di rifiuti urbani ed industriali, bonificata e riqualificata dal Comune di Venezia allo scopo di creare un'area per lo svolgimento di attività sportive e culturali per il tempo libero.